# NGC 620
NGC 620 é uma galáxia  localizada na direcção da constelação de Andromeda. Possui uma declinação de +42° 19' 22" e uma ascensão recta de 1 horas, 36 minutos e 59,6 segundos.
A galáxia NGC 620 foi descoberta em 14 de Dezembro de 1871 por Édouard Jean-Marie Stephan.